# ナイス9!長沢彰彦です
ナイス9!長沢彰彦です（ナイスナイン ながさわあきひこです）は、朝日放送ラジオ（ABCラジオ）で1990年4月9日から1991年10月4日まで放送されたラジオのワイド番組。放送時間は平日（月曜 - 金曜）9:00 - 10:51。

## 概要
1973年6月から1990年3月まで17年、朝日放送ラジオの平日9時・10時台で続いたキダ・タローのワイド番組『フレッシュ9時半!キダ・タローです』→『タローの「You・遊」スタジオ』に代わりスタート。本番組は生放送で、出演者も積極的にスタジオを飛び出して“ニュースを超える情報”を見つけるという「動きのあるラジオ」、「情報ラジオ」を目指したニュース、情報に重点を置いた番組。そしてスタジオに常時電話を設置してホットラインをつなぎ、リスナーの生の声を番組に活かすようにした。そして番組中にかける音楽は、朝の時間に合った音楽として、パーソナリティの長沢彰彦自ら選曲をしていた。

## 出演者
- パーソナリティ
  - 長沢彰彦（ABCアナウンサー（当時））
- アシスタント
  - 桶村久美子
- リポーター
  - 鳥居睦子
  - 山田由香里
  - 南かおり
  - 多田周子
  - 小林桂子
- レギュラーゲスト
  - 若林正人 （月曜）[2]
  - 舛添要一 （火曜）[2]
  - 江夏豊 （金曜）[2]
- ニュースキャスター
  - 岩下隆 （月曜・火曜）
  - 村田好夫 （水曜・木曜・金曜）

（）

## 主なコーナー
- ホットトークⅠ・Ⅱ[3]
- バトルテレフォン[3]
- 今朝駆けリポート[3]
- 人生いろいろ （1990年4月 - 1991年3月）[3]
- さわやかフラワープレゼント[3]
- 長さんのくらしのアンテナ[3]
- 奥さまケイザイをどうぞ （1991年4月 - 10月）[3]